# Weißdornspinnmilbe
Die Weißdornspinnmilbe (Tetranychus viennensis) gehört zur Familie der Spinnmilben (Tetranychidae). Diese Milbe ist als Pflanzenschädling bekannt. Sie befällt Kernobstgewächse, darunter den Eingriffeligen sowie den Zweigriffeligen Weißdorn.

## Merkmale
Der Körper der Weibchen ist oval, etwa 0,5 Millimeter lang und 0,3 Millimeter breit. Sie sind nach der Häutung hellgrün, färben sich aber innerhalb zwei bis drei Tagen karminrot. Vom Propodosoma reichen keine Auskragungen über das Gnathosoma (Vorderkörper der Milbe mit Kieferwerkzeugen) wie bei vielen anderen Milben. Der Rücken trägt 24 Setae (Borstenhaare) in sechs Reihen.
Die Männchen sind etwas schmaler gebaut, erreichen eine Länge von 0,4 Millimetern und eine Breite von etwa 0,2 Millimetern. Ihr Körper ist hellgrün mit schwarzen Punkten an den Seiten. Die Augen sind leuchtend rot. Sie besitzen 26 Seten in sechs Reihen auf dem Rücken.
Die Weißdornspinnmilbe kann mit ihren Cheliceren (Kieferklauen) die Epidermis der Blätter durchbohren und mit ihren Mundwerkzeugen das Protoplasma aus den Zellen saugen.

## Verbreitung
Die Art ist von Westeuropa über Zentralasien bis nach China und Japan verbreitet. Sie tritt in England, Frankreich, Deutschland, Österreich und Bulgarien auf. Von der Ukraine und Moldawien erstreckt sich ihr Verbreitungsgebiet über den Kaukasus, das südliche Kasachstan, Usbekistan und Tadschikistan sowie Nordindien bis nach China, Korea und Japan.

## Lebensweise und Entwicklung
Die Weißdornspinnmilbe kann wie die verwandte Obstbaumspinnmilbe (Panonychus ulmi) auch Obstbäume aus der Familie der Rosengewächse befallen und schädigen. Die Blätter der befallenen Obstbäume zeigen aber im Gegensatz zum Befall mit der Obstbaumspinnmilbe nur leichte Sprenkelungen und darüber feine Gespinste. Die Schadwirkung bleibt meist gering.
Die Entwicklung erfolgt vom Ei über ein Larvenstadium und die Proto- sowie Deutonymphe zum geschlechtsreifen Tier. Diese Spinnmilben überwintern als Weibchen unter Borkenschuppen und nicht als Ei wie etwa die Obstbaumspinnmilbe.